# Nikolaos Oikonomides
Nikolaos "Nikos" Oikonomides (griego: Νικόλαος Οικονομίδης, 14 de febrero de 1934-31 de mayo de 2000) fue un historiador greco-canadiense considerado uno de los mayores expertos en el campo de la administración bizantina.

## Biografía
Oikonomides nació en Atenas. Estudió en la Universidad de Atenas de 1951 a 1956, bajo la tutela del bizantinista Dionysios Zakythinos. Después de graduarse en 1958, se trasladó a París para realizar el doctorado bajo Paul Lemerle. Sus estudios en París supusieron sus comienzos en la sigilografía y le llevaron al descubrimiento del llamado Escorial Taktikon o Taktikon Oikonomides. El resultado de su trabajo con este documento y otros Taktika (listas de asistentes a banquetes imperiales bizantinos) fue publicado en 1972 como Les listes de préséance byzantines des IXe et Xe siècle, conteniendo una traducción y comentario.
Oikonomides regresó a Grecia, pero el establecimiento de la dictadura de los coroneles en 1967 le forzó a exiliarse en Canadá junto con su mujer, la otomanista Elizabeth Zachariadou. En julio de 1969,  aceptó la cátedra de historia bizantina en la Universidad de Montreal, puesto que mantuvo hasta 1989, cuándo  regresó a Atenas. Murió el 31 de mayo de 2000, siendo sobrevivido por su mujer y dos hijas.
Además del Listes de préséance, sus trabajos incluyen siete volúmenes de los Archives de l' Athos, un compendio de los documentos de los monasterios de Monte Athos empezado por Paul Lemerle, así como estudios y catálogos de la extensa colección de sellos bizantinos Dumbarton Oaks. Su trabajo allí llevó a la creación de una nueva revista científica, los Studies in Byzantine Sigillography, de la que fue editor.

## Trabajos significativos
- Les listes de préséance byzantines des IXe et Xe siècles, Paris, 1972
- Fiscalité et exemption fiscale à Byzance (IXe-XIe s.), Athens 1996 ISBN 960-7094-65-4960-7094-65-4
- Social and economic life in Byzantium, Aldershot, 2004
- Society, Culture and Politics in Byzantium, Aldershot, 2005